# GEM Fest
GEM Fest es un festival de música electrónica internacional, que se lleva a cabo cada año en Anaklia, Georgia. GEM significa Festival Georgiano de Música Electrónica.
De acuerdo con los organizadores "... nuestro festival tiene que recoger no sólo los nombres más grandes en el mundo de la música electrónica, sino también a los talentos desconocidos; queremos ofrecer un escenario para artistas en formación y permitirles encontrar la GEM(a) escondida en cada talento."

## Historia
El festival fue creado después de la popular KaZantip, festival de Ucrania, que fue trasladado temporalmente a Georgia en 2014 y no tuvo gran repercusión. La parte de Georgia de los organizadores, encabezados por el exjefe de la Administración Nacional de Turismo Giorgi Sigua se hizo cargo del festival y decidió desarrollarlo localmente.
Sigua anunció en mayo de 2015 la creación de un nuevo festival y se invirtió en nueva infraestructura inmediatamente. La promoción del festival se basó en la influencia positiva para el desarrollo turístico de la región Anaklia lo largo del Mar Negro, por llegada de grandes nombres de la música electrónica.
"Este momento marca un punto importante en la escena georgiana de música, cuando el número del mundo un DJ toma a la etapa en el recurso de Mar Negro de Anaklia". - CNN
La primera GEM Fest se llevó a cabo del 30 de julio al 7 de agosto de 2015. Durante 9 días, 125 artistas de Georgia e internacionales ocuparon el escenario ante la presencia de más de 10.000 espectadores. El cartel lo conformaron David Augus, Ellen Allien, Luciano, M.A.N.D.Y., Booka Sombra, Who Made Who, Dubfire, Armin van Buuren, Tale of Us.
El segundo GEM Fest se celebró del 10 al 14 de agosto de 2016 en Anaklia con 5 escenarios. Los principales artistas presentes fueron Paul Van Dyk, Petre Inspirescu, Mano Le Tough, Fedde Le Grand, Paul Kalkbrenner, dOP, Dub FX, GusGus.

## Localización
El festival está situado en la playa de Anaklia, una pequeña ciudad en la costa en el mar Negro, a 27 km al oeste de Zugdidi. Anaklia está a solo 95 kilómetros al oeste de Kutaisi y 81 kilómetros del aeropuerto internacional, que une las principales ciudades de Europa.
El festival también es accesible desde Batumi (140 km) y Tíflis (350 km). Durante el festival, las tres ciudades (Batumi, Tíflis y Kutaisi) están conectadas por autobuses oficiales del GEM Festival. Desde Tíflis y Batumi es muy fácil llegar a Zugdidi en tren.
La proximidad de la fiesta con la región de Abjasia es también otro punto importante. Un gesto de amistad remarcable fue que los organizadores del festival entregaron entradas gratis para los habitantes de Abjasia.
"Organizadores de festival, en un gesto de amistad, oferta admisión libre a Abjasianos, el festival también recibió un número de iranianies quienes bailaron en la noche fuera con Armenios y Azeries. Los organizadores haber alto esperanzas para el GEM Fest, ven un rival en Ibiza, pero qué es realmente especial sobre este festival es que crea un espacio libre para diversión en una parte del mundo donde tales acontecimientos son raros" - Euronews 

## Alojamiento
Muchos de los visitantes acampan con sus propias tiendas durante el festival y GEM también pone a disposición carpas para alquiler. Otros visitantes prefieren quedarse en pensiones u hostales desde los que se puede llegar a pie al festival muy fácilmente. También es posible alojarse en Zugdidi, a 25 minutos del festival en coche. Además hay 3 grandes hoteles en Anaklia y nuevos están siendo construidos.

## Lineups

### 2015

#### Headliners (Alfabéticamente)
Armin van Buuren, Booka Shade, David Augus, Dubfire, Ellen Allien, Luciano, M.A.N.D.Y., Petre Inspirescu, Rhadoo, Sunnery James & Ryan Marciano, Tale of Us, Tiefschwarz, WhoMadeWho, W & W

#### Artistas (alfabéticamente)
Alex Picone, Andre Crom, Andrey Pushkarev, Anna Hanna, Anrilov, Anushka, B de voz, Bacho, Bero, Camea, Cobert, Dali, DJ T, Fácil cambios, Ondas Evol, Fernando Costantini, Fleyta, Gacha, Gacha y Kaiji frecuencias, Gio Shengelia, Gorje Hewek, GreenBeam y León, HVL, Ian Pooley, Jan Krueger, Julián Pérez, Kancheli, Kolford, Lasha, Livio & Roby, Maayán Nidam, Nakadia, Nakashidze, Nastia, Newa, Nikakoi y Natalie TBA Beridze, Nika J , Nuera, Oimactta, Olga Korol, Prâslea, Radio Slave, Robosonic Rustam, Sammy Dee, Smailov, Sofía Rodina, ruido Tete, El Bosque, Timur Basha, Tomma, Vako K, T Vako, Vincent, Vova KLK, Vlada;

### 2016

#### Cabezeras (Alfabéticamente)
Agoria, Anja Schneider, Boris Brejcha, Fedde Le Magnífico, GusGus, Paul Kalkbrenner, Paul van Dyk, Stephan Bodzin

#### Artistas (alfabéticamente)
Abelle, Adelina, Alex Klim & Falkon, Bacho, Baikal, Barac, BEKA, Binh, Boyd Schidt, Breathdub, Casual Affair, Cestlek, Cobert, Cosmic Gate, CSGRV, Dali, Dasha Redkina, dOP, Dub FX, Efim Kerbut, Endorphins, Ericsson, Evol Waves, Fernando Costantini, Flaminia, Fumiya Tanaka, Gabbi López, Gabunia, Gacha Bakradze, George effe, Goga G, Giraffage, Gramophonedzie, Himan, Jorjick, Julia Govor, K.atou, Korean, Lasha Chapel, Lasha Craft, Lasha Guruli, Lilith., Lupus, Mano Le Tough, DJ Mavix, Mia Lucci, Mike Steva, Mind Static, M0narch, Narek Simonian, Nika J, DJ Nikifor, Noxiron & F Noise, Nuera, Nuno Dos Santos, Olga Korol, Øliver, Onur Özer, Ossa di Mare, Pasha, Peer Kusiv, Petre Inspirescu, Pleiades, Rati, Richard Jay, RotKraft, Rybakit, Sander Zhukov, Se Is, Serjo, Sikha, Slow Magic, Smailov, Sofia Rodina, Stab9, Stimmhalt, Super Flu, Swanky Tunes, Tapefeed, Tade, TeTe Noise, The Forest, The Drifter, DJ Tennis, Timur Basha, tINI, Tomma, Trotsky, Vako K, Vako T
Y : Acke, Germain, Johny Welder, Offbeat/nite, Machaidze, Niko, Rathie, Salome, Salom3, Shargiyya, Tabu, Tetechi, Toka

### 2017
Del 14 de julio a 14 de agosto de 2017.
Hasta enero de 2017, sólo 15% de las actuaciones 2017 había sido anunciado.

#### Cartelera (Alfabéticamente)
Alexkid, Aly & Fila, Andrea Ferlin, Andrey Pushkarev, Anushka Arma, Audiofly, Axwell Λ Ingrosso, Bacho, Baikal, Barac, Bella Sarris, Boris Brejcha, Carlo Lio, Cassegrain & Tin Man, Cezar, Cobert, DaSSana, De Wachtkamer, Dennis Ferrer, DJ Nikifor, dOP, Doubting Thomas, Dubfire, Fernando Costantini, Ferry Corsten, Gescu, Gio Shengelia, Gramophonedzie, GusGus, Herodot, Honey Dijon, Hubble, Hunter/Game, Inland, James Zabiela, Joachim Pastor, Julia Govor, Justin Mylo, Kollektiv Turmstrasse, Locked Groove, Mano Le Tough, Marc Romboy, Martin Buttrich, Martin Garrix, Mattheis, Mia Lucci, N’to, Nuno Dos Santos, Oliver Deutschmann, Peter Schumann, Petre Inspirescu, Ponura, Praslea, Priku, Raresh, Raz Ohara, Rhadoo, Robag Wruhme, Roger Sánchez, Roustam, Sander Van Doorn, Sofia Rodina, Solomun, Stereoclip, Sunnery James & Ryan Marciano, Super Flu, Steve Aoki, Swanky Tunes, The Drifter, tINI, Tomma, Topper, Vova KLK, Wolf + Lamb, Worakls